# Podarcis carbonelli
Podarcis carbonelli är en ödleart som beskrevs av  Perez Mellado 1981. Podarcis carbonelli ingår i släktet Podarcis och familjen lacertider. IUCN kategoriserar arten globalt som starkt hotad. Inga underarter finns listade i Catalogue of Life.